# Dani Sîrbu
Format:Infobox persoană
Dani Sîrbu (n. 8 august 1989, Timișoara) este profesor de educație fizică și sport, antrenor de înot, fondatorul Clubului Sportiv „Timișoara Noua Generație” și al Academiei de Înot „Noua Generație”. Este cunoscut pentru implicarea sa în educația sportivă a copiilor, organizarea de evenimente sportive și campanii caritabile, precum și pentru promovarea înotului și a activităților sociale în rândul tinerilor.

## Activitate profesională
Dani Sîrbu activează ca instructor de înot din anul 2008 și a format mii de copii prin programele sale sportive. A fondat Clubul Sportiv „Timișoara Noua Generație”, fiind recunoscut de Ministerul Sportului din România, și Academia de Înot „Noua Generație”, prin care promovează educația fizică și performanța sportivă.
În calitate de antrenor și profesor de educație fizică și sport, Dani Sîrbu a organizat peste 80 de evenimente sportive și mai mult de 120 de tabere sportive, având o activitate continuă care totalizează peste 25.000 de ore de instruire în înot și alte activități sportive. De asemenea, a lucrat cu peste 20.000 de copii și a inițiat și coordonat peste 60 de acțiuni sociale și sportive dedicate copiilor și tinerilor.

## Activitate socială și caritabilă
Din anul 2006, Dani Sîrbu s-a implicat în organizarea și coordonarea de acțiuni sociale și caritabile, punând accent pe sprijinirea copiilor din medii defavorizate. În perioada 2018-2019, a fondat și coordonat Asociația „Viața din Sângele Meu”, care a organizat una dintre cele mai mari campanii de donare de sânge din România.
Prin această inițiativă, precum și prin alte peste 200 de campanii și acțiuni caritabile, Dani Sîrbu a avut un impact semnificativ în comunitate, susținând educația și sănătatea copiilor din zone defavorizate. A participat la inițierea și implementarea a peste 20 de proiecte educaționale, sociale și caritabile, având un rol activ în dezvoltarea comunităților locale.
Totodată, Dani Sîrbu a organizat și coordonat programe de inițiere în schi pentru peste 1.000 de copii.

## Educație și specializări
Dani Sîrbu este absolvent al Facultății de Educație Fizică și Sport din cadrul Universității de Vest din Timișoara. Deține un master în Fitness și Performanță Motrică, cu specializare în înot, având ca temă de disertație „Influența înotului asupra dezvoltării motrice și psihice a copilului”.
De asemenea, Dani Sîrbu a urmat cursuri și specializări în salvamar, prim ajutor, înot terapeutic, precum și specializări în înot și schi. A completat pregătirea sa profesională cu modul psihopedagogic și studii personale în psihologia copilului, psihologia familiei, precum și studii personale în aquafobie și metode de eliminare a simptomelor acesteia.

## Recunoaștere și afiliere
Clubul Sportiv „Timișoara Noua Generație”, fondat de Dani Sîrbu, este recunoscut oficial de Ministerul Sportului din România. Activitatea sa a fost prezentată în numeroase surse media, inclusiv interviuri și reportaje în presa scrisă și televiziune.